# フード・デリバリー：西フィリピン海からの新鮮な恵み
『フード・デリバリー：西フィリピン海からの新鮮な恵み』（英語: Food Delivery: Fresh from the West Philippine Sea）は、2025年のフィリピンのドキュメンタリー映画である。ベイビー・ルース・ビララマ監督、ヴォヤージュ・スタジオ制作。中国による活動妨害にもかかわらず、係争中の南シナ海におけるフィリピンの漁師、海軍、沿岸警備隊隊員の状況を描いている。
当初は2025年3月、ケソン市で開催されたピュアゴールド主催の「シネパナロ映画祭」での上映が予定されていたが、その題材が理由とされ、同映画祭から撤退した。その後、同年6月30日にニュージーランド・オークランドで開催されたドックエッジ映画祭にて上映された。本作は中華人民共和国政府による海外での検閲の試みに直面した。
フィリピン国内では、2025年7月27日以降、限定的に劇場公開されている。

## 製作

### 企画
『フード・デリバリー』は、ベイビー・ルース・ビララマが監督し、ヴォヤージュ・スタジオが製作した。チャック・グティエレスがディレクターを務めた。かつてシネパナロ映画祭への出品作であった本作の製作資金は、中国系フィリピン人のコー（Co）一族が所有するスーパーマーケットチェーンブランド、ピュアゴールド（Puregold）によって提供された。
グティエレスは、シネパナロ映画祭への出品作としての映画企画をヴィララマに提案するよう依頼した。ピュアゴールドによるスポンサー提供は、ヴィララマに「食」をテーマとした作品構想の着想を与え、彼女は南シナ海におけるフィリピン漁師の窮状について調査を始めた。同海域は、中国が全域を領有権主張している係争地域である。ヴィララマはまた、係争中の島嶼に駐留するフィリピン兵への物資輸送において、フィリピン軍が直面する困難についても取り上げた。
本作のタイトルにある「西フィリピン海」とは、フィリピンが主権を主張する南シナ海の東部区域を指す名称である。ヴィララマ監督は、同地域におけるフィリピンの主権主張を支持し、中国の領有権主張やフィリピン漁師を海域から遠ざけようとする戦術に対抗することを動機としている。ヴィララマ監督は、本作が政治的な性質を持つにもかかわらず、『フード・デリバリー』は「共感」をテーマとしており、観客に被写体たちの苦境を理解させることを意図していると強調している。

### 撮影
主要撮影は2024年10月から12月にかけて行われ、制作チームは南シナ海で漁を行うフィリピン漁師たちに同行した。撮影は連続的ではなく、5日間から2週間にわたる複数の撮影旅行で構成された。さらに、2025年1月には同海域付近に駐留するフィリピン軍部隊の撮影も行われた。
本作は、中国の反対にもかかわらず、フィリピンの漁民の苦境とフィリピン沿岸警備隊および海軍の補給活動の両面を描いている。
本ドキュメンタリーの取材協力者の一人に、スービックを拠点とする漁師のアルネル・サタムがおり、小型の動力木造船を操っている。彼は2023年に中国海警により通常の漁場から追い払われた経験や、所属コミュニティに伝わる「シンバダ」漁法の伝統について語っている。
制作チームはまた、2024年11月27日にスカボロー礁付近で行方不明となった漁船「FBレインクリス」の乗組員4名の捜索にあたるフィリピン沿岸警備隊および地元フィリピン漁民コミュニティの様子も取材した。

## 公開

### シネパナロ映画祭と出品取り下げ
『フード・デリバリー』は、2024年9月にピュアゴールド主催の第2回シネパナロ映画祭の公式8作品のひとつとして発表された。本作は、2025年3月14日から25日までケソン市のゲートウェイモールで開催されるピュアゴールド主催のシネパナロ映画祭で上映される初のドキュメンタリー作品となる予定であった。本作のシネパナロ映画祭での上映には、招待された外国人審査員のために英語字幕が付けられる予定であり、フィリピン映画・テレビ審査分類委員会（MTRCB）からはPG指定を受けている。
しかし、2025年3月12日、監督のヴィララマと映画祭ディレクターのクリス・カヒリグは、『フード・デリバリー』が同映画祭から撤退したことについて共同声明を発表した。声明では、撤退は主催者と制作陣による共同の決定であるとされる一方で、「外部の要因」がその動きに影響を与えたことも認められている。シネパナロ映画祭の主催者は、『フード・デリバリー』が撤退しなければ、映画祭全体が中止の危機に瀕すると述べた。
ヴィララマ監督は、撤退は検閲のように感じられたと認め、中国からの「政治的および経済的圧力」が原因であると推測している。その後、ヴィララマ監督は、本作がピュアゴールドの取締役会の要請により撤退されたことを明らかにした。
フィリピン監督協会は、映画祭主催者による検閲に対し失望の意を表明し、「強大な外国勢力の反感を避けようとしたかのようだ」と指摘した。

### ドックエッジ映画祭でのプレミア上映
ピュアゴールドは『フード・デリバリー』の公開に対して60パーセントの出資をしており、そのため本作が公開されるかどうか不確実な状況にある。しかし、3月12日の共同声明では、まだ発表されていない別の日程での上映を約束している。製作陣は『フード・デリバリー』の完全な権利を取得したと報じられているが、フィリピン国内の映画館はいずれも上映を承諾しなかった。製作陣は、フィリピン国外の国際映画祭での公開に向けて取り組んでいる。
ニュージーランドのドックエッジ映画祭の主催者は、募集期間が終了していたにもかかわらず招待状を送った。『フード・デリバリー』は、1,500本の応募作品の中から選ばれた33本のドキュメンタリーの一つである。本作は最終的に、2025年6月30日にオークランドのキャピトル・シネマでプレミア上映された。本作はドックエッジによって「必見の禁止映画」として宣伝された。ローリングストーン誌で監督は次のように述べた。「このワールドプレミアが、新たな章の始まりとなり、本作が本来の役割である心を開き、率直な対話を促し、西フィリピン海の平和への道を共に描くきっかけになることを願っている」。
ドックエッジは、2025年7月4日にオークランドの中国領事館から受けた『フード・デリバリー』の今後の上映中止要請を拒否した。中国領事館は『フード・デリバリー』を「誤情報と虚偽の宣伝に満ちた作品」と非難し、同作が「中国に対する根拠のない非難を広めている」と主張している。ニュージーランド外務貿易省は声明を発表し、南シナ海の領有権紛争に関して特定の立場を取らないものの、表現の自由を全面的に支持すると表明した。

### フィリピン初公開
『フード・デリバリー』は、2025年7月15日にフィリピンの映画テレビ審査分類委員会（MTRCB）から一般公開の承認を受け、保護者の指導を要する（PG）評価が付与された。なお、本作は同委員会から2025年前半にも同様の評価で承認を得ていた。なお、2025年3月に予定されていたシネパナロでの公開は、この期間中にキャンセルされたものである。
『フード・デリバリー』はフィリピン国内で限定的に公開されており、市民団体が上映会を自主的に企画している。本作は2025年7月27日にマカティのパワープラントモールで1日限定のプレミア上映を行い、続いて同会場で2025年8月1日から8日までの上映が行われた。

## 受賞歴
| 年   | 賞                 | 部門                     | 受賞者                 | 結果 | 参照   |
| ---- | ------------------ | ------------------------ | ---------------------- | ---- | ------ |
| 2025 | ドックエッジ映画祭 | タイズ・オブ・チェンジ賞 | 『フード・デリバリー』 | 受賞 | [ 32 ] |